# Bruniquel
Bruniquel je historická francouzská obec v departementu Tarn-et-Garonne v regionu Okcitánie. Leží na soutoku řek Vère a Aveyron a má přibližně 639 obyvatel.
Dominantou obce je Châteaux de Bruniquel („Hrady Bruniqel“) na skalní ostrohu. Podle legendy hrad založila v 6. století franská královna Brunhilda. Dnešní Starý hrad byl vystavěn v 12.–13. století jako strážný hrad cesty údolím mezi Quercy a Albigeois. Pobýval zde Vilém z Tudely, autor první části písně o albigenské křížové výpravě proti katarům. Mladý hrad byl postaven v době renesanční na přelomu 15. a 16. století.

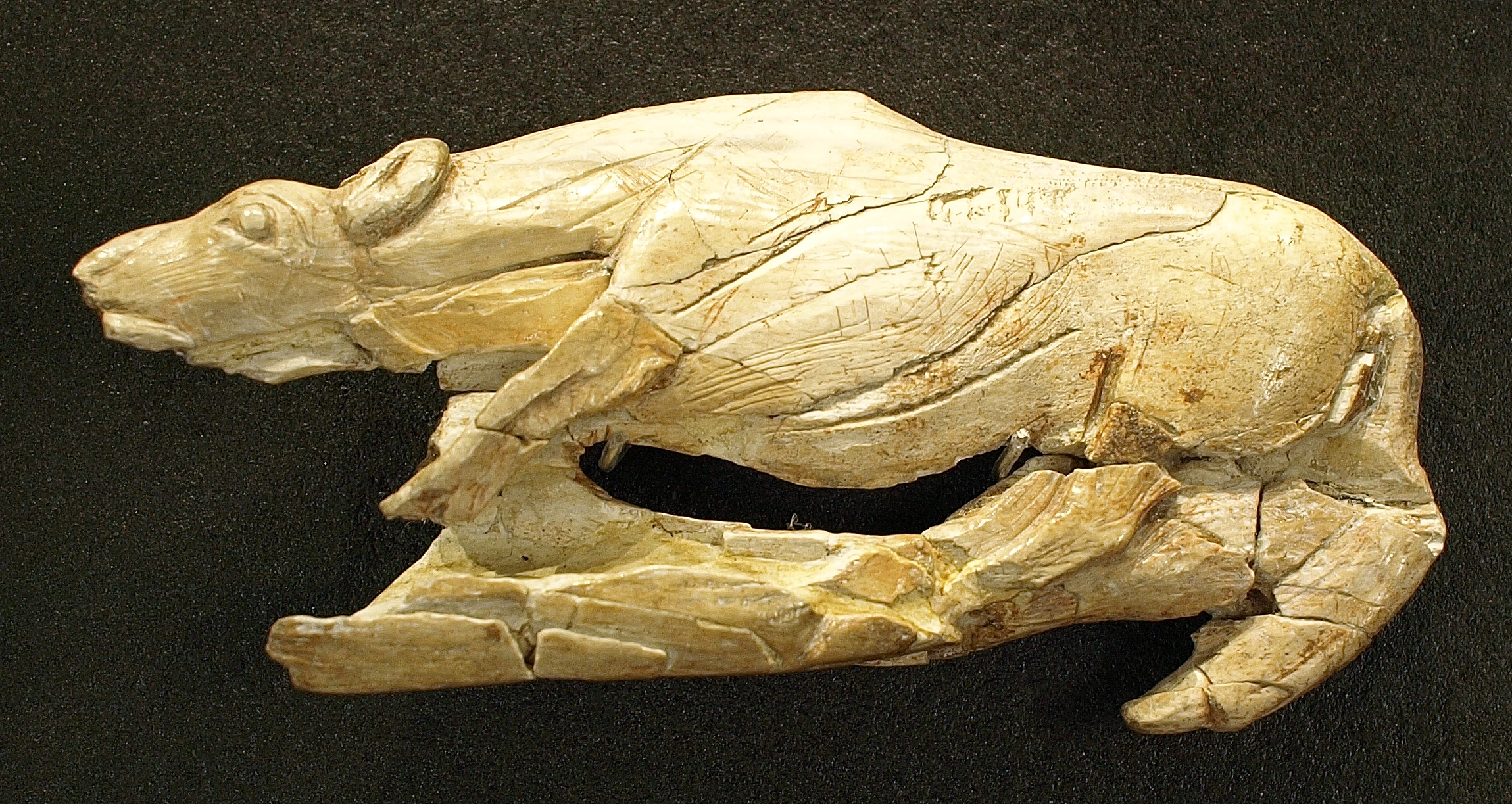
Vrhač oštěpů ve tvaru plazící se hyeny

V obci v jeskyních pod hradem se nachází několik významných pravěkých nalezišť. Nejvýznamnější Abri de Bruniquel poskytlo řemeslné a umělecké předměty lovců-sběračů z období magdalénienu (asi 17,5 až 12,5 tisíc let B. P.). Patří k nim jehly, hroty harpun a oštěpů, vrhač oštěpů ve tvaru mamuta ze sobího rohu a plastika páru plavajících sobů z mamutoviny, oboje poslední jmenované ve sbírkách Britského muzea.
Nachází se zde několik přírodních chráněných území včetně tří Natura 2000.
Na hradě se natáčel dramatický válečný film Stará puška z roku 1975. Od roku 1997 se na něm pořádá letní festival zasvěcený dílům Jacquese Offenbacha.